# Vŕšok
Vŕšok je přírodní rezervace v katastrálním území obce Nána v okrese Nové Zámky v Nitranském kraji na Slovensku. Území bylo vyhlášeno v roce 1965 a jeho rozloha je 1,45 hektaru. Předmětem ochrany je pozůstatek původních xerotermních společenstev. Z flóry se zde vyskytuje mandloň nízká (Amygdatus nana), sinokvět měkký (Jurinea mollis), vikev panonská pravá (Vicia pannonica subsp. pannonica), a topolovka bledá (Alcea biennis). Mezi zástupce brouků náleží Ditomus clypeatus a další hmyz zastupují Licinus cassideus, Podonta nigrita a Henicopus pilosus. Mezi chráněné druhy plazů náleží ještěrka zelená (Lacerta viridis) a užovka hladká (Coronella austriaca).